# 横井咲桜
横井 咲桜（よこい さくら、2004年4月23日 - ）は、岐阜県出身の日本の卓球選手。ミキハウス所属。
Tリーグは日本ペイントマレッツ所属。

## 経歴
小学生のときから岐阜県の卓球クラブチーム・O.T.T.Cで経験を積んだ。
四天王寺中学校に進学するとともにミキハウスJSCに所属した。
2021年のインターハイでは、女子シングルス・女子ダブルス・女子団体の三冠を達成した。
2021年からTリーグ九州アスティーダに所属。
2022年からTリーグ日本ペイントマレッツに所属。
2023年、ミキハウス入社。

## 主な戦績
2014年
- 全日本卓球選手権大会カブの部
  - 女子シングルス 3位

2016年
- 全日本卓球選手権大会カデットの部
  - 13歳以下女子シングルス 3位

2018年
- 全国中学校卓球大会
  - 女子団体 優勝
- 全日本卓球選手権大会カデットの部
  - 14歳以下女子シングルス 3位
  - 女子ダブルス 3位

2019年
- 全国中学校卓球大会
  - 女子シングルス 3位
  - 女子団体 優勝

2020年
- 全日本卓球選手権大会
  - ジュニア女子シングルス ベスト4

2021年
- 全日本卓球選手権大会
  - 女子シングルス ベスト8
  - ジュニア女子シングルス 準優勝
- 全国高等学校総合体育大会（インターハイ）
  - 女子シングルス 優勝
  - 女子ダブルス 優勝（大藤沙月ペア）
  - 女子団体 優勝
- WTT中東シリーズ・スターコンテンダードーハ
  - 女子ダブルス 3位

2024年
- WTTフィーダー バラジュディン
  - 女子ダブルス 優勝（大藤沙月ペア）
- WTTコンテンダー チュニス
  - 女子ダブルス 優勝（大藤沙月ペア）
- WTTコンテンダー リマ
  - 女子ダブルス 優勝（大藤沙月ペア）
- WTTフィーダー マスカット
  - 女子シングルス 優勝
- WTTコンテンダー アルマトイ
  - 女子ダブルス 準優勝（大藤沙月ペア）
- WTTフィーダー パナギュリシテ
  - 女子ダブルス 準優勝（大藤沙月ペア）
- アジア卓球選手権
  - 女子ダブルス 優勝（大藤沙月ペア）
- WTTフィーダー カリアリ
  - 女子シングルス 準優勝
- WTTフィーダー プリシュティナ
  - 女子シングルス 優勝
  - 女子ダブルス 優勝（青木咲智ペア）
- WTTファイナルズ 福岡
  - 女子ダブルス 準優勝（大藤沙月ペア）

2025年
- WTTスターコンテンダー ドーハ
  - 女子ダブルス 優勝（大藤沙月ペア）
- WTTコンテンダー マスカット
  - 女子ダブルス 優勝（大藤沙月ペア）
- WTTフィーダー プリシュティナ
  - 女子ダブルス 優勝（佐藤瞳ペア）